# Фастекс
Фа́стекс (фаст, пряжка-фаст, «трезубец») — полуавтоматическая застёжка для соединения тканевых лент, стропов, ремней.
Название «фастекс» берёт начало от подразделения фирмы ITW (Illinois Tool Works) ITW Fastex.

## Устройство
Фастекс состоит из двух частей, крепящихся к концам строп или ремней. Первая имеет три зубца, от чего происходит прозвище фастекса «трезубец». Эти зубцы вставляются во вторую, гнездовую часть фастекса. Нагрузку на растяжение несут два боковых зубца, а средний, направляющий зубец, служит для жёсткости конструкции.
Две части крепятся к полотну стро́па с помощью петель-фиксаторов и простых петель. Петля-фиксатор жёстко фиксирует полотно в состоянии натяжения.
Скрепление частей происходит автоматически при их соединении и защёлкивании. Разъединение производится ручным зажатием боковых зубцов.

## Применение
Застёжки типа фастекс широко применяются в туристском снаряжении, в конструкции рюкзаков, палаток. Позволяют с лёгкостью пристёгивать и отстёгивать различные съёмные элементы. У рюкзаков это может быть клапан, поясной ремень, стяжки. У палаток фастексами иногда крепится внутренняя палатка к тенту.

## Материалы
Фастексы производятся из следующих материалов:
| Материал                                 | Достоинства                        | Недостатки           |
| ---------------------------------------- | ---------------------------------- | -------------------- |
| - Алюминиевые сплавы                     | Прочность                          | Относительно дорогой |
| - Кевлар (пара-арамидное волокно)        | Высокая прочность, технологичность | Относительно дорогой |
| - Термопластичный полиуретан (Дюрафлекс) |                                    |                      |
| - ABS-компаунд                           |                                    |                      |
| - Ацеталь (полимерный)                   |                                    |                      |
| - Нейлон                                 | Дешевизна                          |                      |